# 欧尔河畔科蒙
歐爾河畔科蒙（法語：Caumont-sur-Aure，法語發音：[komɔ̃ syʁ ɔʁ]）是法国卡尔瓦多斯省的一个市镇，位于该省西部，属于维尔区。

## 历史
欧尔河畔科蒙成立于2017年1月1日，由以下3个市镇合并而成
- 科蒙莱旺泰（Caumont-l'Éventé）
- 利夫里（Livry）
- 拉瓦克里（La Vacquerie）

其中为科蒙莱旺泰为政府驻地。

## 地理
欧尔河畔科蒙（49°5'25"N, 0°48'19"W）面积39.93 平方千米，位于法国诺曼底大区卡爾瓦多斯省，该省份为法国西北部沿海省份，北濒大西洋英吉利海峡，东北与滨海塞纳省以海上边界相接，东临厄尔省，南至奧恩省，西与芒什省接壤。
与欧尔河畔科蒙接壤的市镇（或旧市镇、城区）包括：卡阿尼奥勒、圣奥诺里娜德迪西、富洛涅、欧尔瑟勒、瑟勒河畔阿马耶、卡阿涅、瓦勒德德龙、圣让代勒、比耶维尔、萨朗。
欧尔河畔科蒙的时区为UTC+01:00、UTC+02:00（夏令时）。

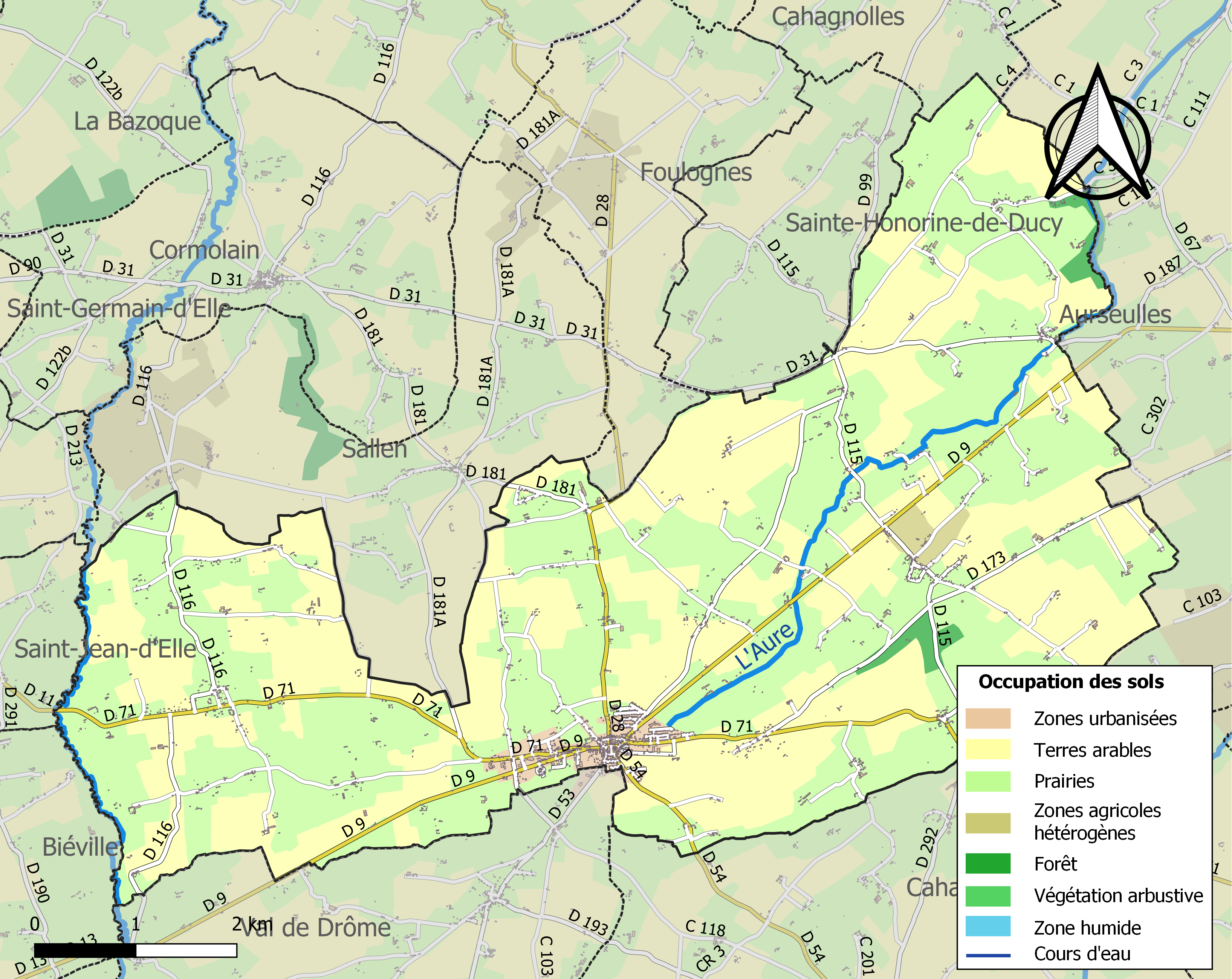
欧尔河畔科蒙的OSM定位图

## 行政
欧尔河畔科蒙的邮政编码为14240，INSEE市镇编码为14143。

## 政治
欧尔河畔科蒙所属的省级选区为莱蒙多奈县。

## 人口
欧尔河畔科蒙于2022年1月1日时的人口数量为2439人。